# Henri Seroka

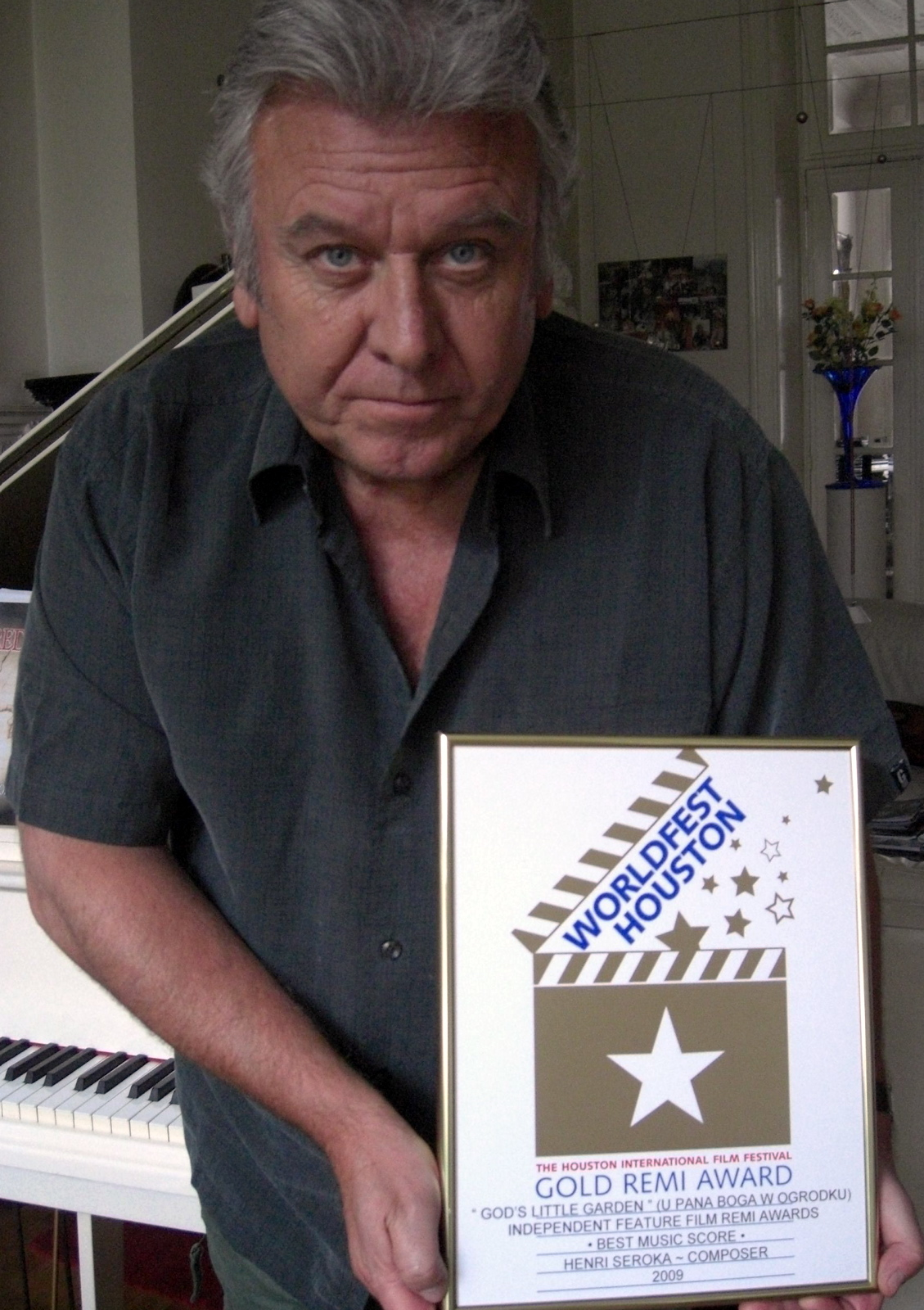
Henri Seroka, winnaar van de Gold Remi Award 2009

Henri Seroka (Anderlecht, 9 mei 1949) is een Belgisch componist, producer en zanger van Poolse afkomst.

## Carrière

### Avanti La Vie
Hij componeerde muziek voor onder meer Lulu, Jean-Pierre Cassel, Ivan Rebroff, Gunter Gabriel en Isabelle Aubret. Daarnaast nam hij zelf verscheidene soloalbums op voor platenmaatschappijen als RCA, CBS, Decca, Hansa en Barclay.
Zijn compositie ‘Avanti La Vie’ fungeerde in 1984 als de Belgische inzending voor het Eurovisiesongfestival en levert hem een gouden plaat op. In datzelfde jaar componeerde hij ook het Belgische thema voor de European Theme Representation tijdens de Olympische Spelen in Los Angeles, wat hem een tweede gouden plaat opleverde. En in 1986 volgde dan het officiële Belgische thema voor de Mundial in Mexico.

### Actief als componist
Tot op heden is Henri Seroka ook actief als filmcomponist. Hij componeerde de muziek voor televisiereeksen als De Smurfen, waarvan hij een miljoen exemplaren verkocht, en voor een 15-tal films waaronder ‘Alice’ (1979), een musical film met Lulu, Kill Me Cop (1986), Polish Kitchen (1987-1991) en The Art Of Love (1990). Hij schreef de scores voor de meeste films van Jacek Bromski, een Poolse regisseur waarmee hij al meer dan 20 jaar samenwerkt.
Zijn filmmuziek leverde hem vele internationale prijzen op. Zo won hij onder meer de Poolse filmprijs "Philip Award" (in mei 2001) voor ‘It’s Me The Thief’ van Jacek Bromski. De prijs wordt jaarlijks uitgereikt aan de beste filmcomponist van het jaar.

### Credo
In 2004 componeerde hij Credo, een vijfdelig klassiek stuk voor groot orkest en koor. Het werd meermaals live opgevoerd, onder meer op 1 september 2006 in een Berlijnse kerk en op 15 oktober 2006 in de basiliek van Jasna Góra. Op 1 oktober 2008 werd het stuk gespeeld door 100 muzikanten in het Koninklijk Conservatorium van Brussel. De concerten vonden plaats ter nagedachtenis van generaal Stanisław Maczek en de Poolse 1e Pantserdivisie. Henri Seroka fungeerde tijdens de concerten als dirigent.